# Idaea suffusa
Idaea suffusa là một loài bướm đêm trong họ Geometridae.